# United Tribal Liberation Army
United Tribal Liberation Army (UTLA) fou una organització tribal de Manipur a l'Índia, que va lluitar amb les armes a la mà durant més de deu anys. Fou fundat el 2002 i va iniciar les converses de pau el 2012, entregant les armes el 2013. Operava al districte de Churachandpur i a la subdivisió de Jiribam a Imphal East. La seva bandera era horitzontal dividida en cinc franges, sent la central blanca de doble amplada que les altres; la franja superior e inferior eren vermelles, i les franges que seguien fins a la del mig, eren d'un teixit típic de Manipur, format per uns petits quadres negres i blancs com un tauler de dames.